# 頰鱗雀鯛
頰鱗雀鯛，俗名為厚殼仔，為輻鰭魚綱鱸形目隆頭魚亞目雀鯛科的其中一種。

## 分布
本魚分布於印度西太平洋區，包括安達曼海、琉球群島、日本、菲律賓、馬來西亞、越南、印尼、澳洲、新幾內亞、索羅門群島、美拉尼西亞等海域。

## 深度
水深1至12公尺。

## 特徵
本魚體呈橢圓形而側扁，灰白色，但在體末端之背鰭、臀鰭末端及尾鰭基部皆略帶黃色。吻短而鈍圓。口中型；頜齒兩列，小而呈圓錐狀。眶下骨具鱗，下緣具鋸齒；前鰓蓋骨後緣具鋸齒。幼魚時黃色較顯著，成魚後則黃色較淡。背鰭硬棘13枚、背鰭軟條14至15枚、臀鰭硬棘2枚、臀鰭軟條14至15枚。體長可達15公分。

## 生態
本魚生活在礁盤邊緣的平台上，不是在礁緣近海床的底部就是咬有軟或硬珊瑚叢枝，有可供其躲藏處的地方，通常單獨或小群活動，很少游離其棲所處。屬肉食性，以東物性浮游生物為食。

## 經濟利用
多用以水族觀賞，很少人食用。